# Aéroport de Bornholm
L'aéroport de Bornholm (danois : Bornholms Lufthavn) (code IATA : RNN • code OACI : EKRN) est un aéroport danois qui se trouve à 5 kilomètres au sud-est de Rønne, sur l'île de Bornholm. L'aéroport est exploité par Statens Luftfartsvæsen avec le contrôle de la circulation aérienne fourni par Naviair.

## Histoire

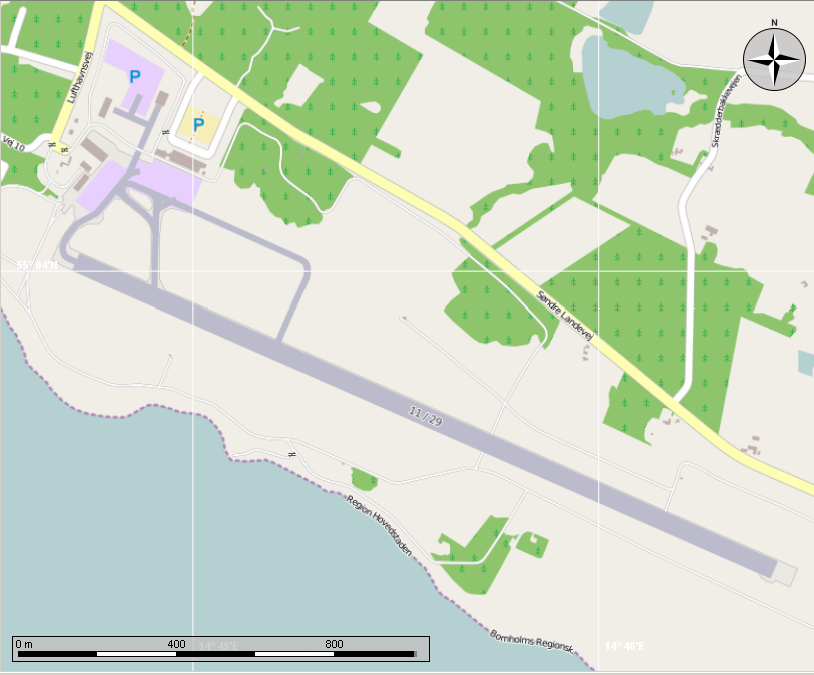
Carte de l'aéroport

## Situation
| \| 100 km1:7 260 000 \| Aalborg Aarhus Billund Bornholm Copenhague Esbjerg Odense Herning Læsø Midtjyllands Roskilde Sønderborg |
| 100 km1:7 260 000 |

## Statistiques
Pour des raisons techniques, il est temporairement impossible d'afficher le graphique qui aurait dû être présenté ici.

Voir la requête brute et les sources sur Wikidata.

## Compagnies aériennes et destinations
| Compagnies            | Destinations                                                                        |
| --------------------- | ----------------------------------------------------------------------------------- |
| Alsie Express         | En saison: Sønderborg                                                               |
| Danish Air Transport  | Copenhague-Kastrup En saison: Aalborg, Aarhus, Berlin-Brandebourg, Billund, Esbjerg |
| Norwegian Air Shuttle | En saison: Copenhague-Kastrup                                                       |
| Scandinavian Airlines | En saison: Copenhague-Kastrup                                                       |

Édité le 18/09/2017  Actualisé le 08/02/2023